# Рождественская церковь (Слуцк)
Слуцкая Рождественская церковь — утраченный памятник белорусского культового зодчества.

## История Слуцкой Рождественской церкви

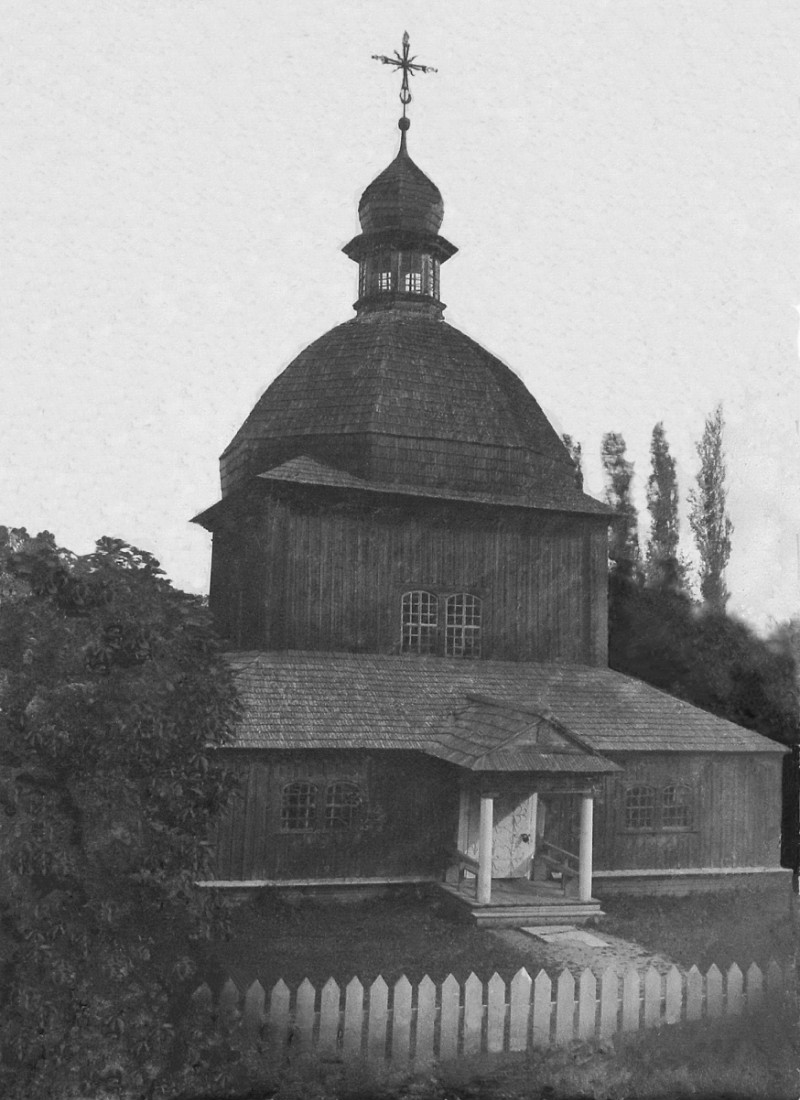
Слуцкая Рождественская церковь

Рождественская церковь упоминается с XIV века. Первоначальное нахождение церкви неизвестно. До середины XVII в. находилась в слуцком предместье Остров, стояла там на рыночной площади и была приписана к приходской Воскресенской церкви. Богослужения проводились в ней только по большим праздникам, из которых самым значительным было Рождество Христово.
В 1655 во время подготовки Слуцка к обороне от русского войска было принято решение строения предместья снести. Делалось это для того, чтобы пространство перед оборонительными валами было свободным. Три островские церкви (ещё Космодемьянская и Михайловская) перенесли в город. Рождественскую церковь установили на Островской улице между Подзамчищем и Островскими воротами. Теперь это территория по Слуцкому переулку близ молодёжного центра.
В 1833 для благолепия было решено сделать в церкви новый иконостас.
В 1845 Рождественская церковь стала самостоятельной, со своим приходом. Однако из-за того, что число жителей города уменьшалось, её приписали к городской Воскресенской церкви, находившейся неподалёку.
В 1926 вместе с другими храмами Слуцкая Рождественская церковь была взята под охрану, как памятник архитектуры. В 1930 в ней создали музей народного творчества.
В 1941, в начале войны, церковь сгорела. От неё остались два серебряных оклада для икон Деисус и Ветхозаветная Троица, — их в 1801 пожертвовал церкви слуцкий лавочник Федор Реут. Они находятся в Национальном музее истории и культуры Беларуси.

## Архитектура Рождественской церкви
К началу XVIII века церковь, в которой кроме главного престола имелся придел Уверования апостола Фомы, пришла в ветхое состояние и требовала ремонта. В 1707 году один из зажиточных жителей Слуцка пожертвовал на ремонт 500 золотых. Однако через некоторое время встал вопрос нового строительства. В 1762 году там же возвели новую небольшую Рождественскую церковь из тесаного деревянного бруса. К квадратному в плане главному объёму по сторонам и с главного фасада прилегала галерея, завершал храм невысокий широкий восьмерик, покрытый куполовидным шатром с луковичной главой на восьмигранном барабане.
Алтарная часть также являла собой двухъярусную композицию — четверик на четверике, завершала её двускатная крыша. С обеих сторон к ней симметрично прилегали прямоугольные объёмы ризницы и пономарни.
Главный и два боковые входы были оформлены одинаковыми по конструкции портиками с крылечками: два столба поддерживали двускатную крышу. Стены главного объёма и галереи, снаружи обшитые досками. Прорезались спаренными лучковыми окнами. В своё время храм был украшен резьбой: и интерьер, и иконостас. В подкупольном пространстве размещалась вырезанная из дерева большая икона Богородицы с Младенцем. В XVIII веке интерьер был украшен росписью масляными красками в стиле европейской живописи XVII—XVIII веков, но в 1870-х годах её закрасили, остался только фрагмент над алтарной частью.
Справа от церкви стоял дом настоятеля, справа — колокольня. Её открытый верхний ярус покрывал четырёхскатную шатровую крышу. Более низкие ярусы были облицованы досками. Вместе строения храма и колокольни создавали цельный гармоничный ансамбль из вертикальных и наклоненных линий и плоскостей.